# Charles Villiers Stanford
Sir Charles Villiers Stanford (ngày 30 tháng 9 năm 1852 - ngày 29 tháng 3 năm 1924) là một nhà soạn nhạc, giảng viên và chỉ huy giàn nhạc Ireland. Sinh ra trong một gia đình khá giả và am hiểu âm nhạc cao ở Dublin, Stanford được đào tạo tại trường Đại học Cambridge trước khi theo học âm nhạc tại Leipzig và Berlin. Ông có công trong việc nâng cao địa vị của Hội âm nhạc Đại học Cambridge, thu hút các ngôi sao quốc tế để biểu diễn với trường này.
Trong khi vẫn còn một sinh viên đại học, Stanford đã được bổ nhiệm làm nhạc công organ của Trinity College, Cambridge. Năm 1882, ở tuổi 49, ông là một trong những giáo sư sáng lập của Trường Âm nhạc Hoàng gia, nơi ông đã dạy sáng tác trong suốt thời gian còn lại của cuộc đời mình. Từ năm 1887, ông cũng là giáo sư âm nhạc tại Cambridge. Là một giảng viên, Stanford đã hoài nghi về chủ nghĩa hiện đại, và hướng dẫn của ông chủ yếu dựa trên các nguyên tắc cổ điển như minh họa trong âm nhạc của Brahms. Trong số các học trò của ông là nhà soạn nhạc tăng mà danh tiếng đã vượt trội hơn của thầy của mình, chẳng hạn như Gustav Holst và Ralph Vaughan Williams. Là một chỉ huy giàn nhạc, Stanford giữ cương vị này với Đội hợp xướng Bach và Lễ hội âm nhạc Leeds tổ chức ba năm một lần.
Stanford sáng tác một số lượng lớn các tác phẩm hòa nhạc, trong đó có bảy bản giao hưởng, nhưng tác phẩm được nhớ nhiều nhất của ông là những tác phẩm hợp xướng biểu diễn ở nhà thờ, chủ yếu là sáng tác theo truyền thống Anh giáo. Một số nhà phê bình coi Stanford, cùng với Hubert Parry và Alexander Mackenzie, đã có công trong sự phục hưng trong âm nhạc tiếng Anh. Tuy nhiên, sau thành công dễ thấy của mình như là một nhà soạn nhạc trong hai thập kỷ cuối cùng của thế kỷ 19, âm nhạc của ông đã bị che khuất trong thế kỷ 20 bởi âm nhạc của Edward Elgar cũng như các học sinh cũ của ông.